# Euro English
Euro English (také Euro angličtina) je soubor variet angličtiny, který se používá v kontinentální Evropě, především uvnitř institucí Evropské unie a mezi mladými mobilními Evropany (např. účastníky programu Erasmus).

## Historie
Termín byl poprvé použit v roce 1986 k označení anglicismů v Evropě.
Rozšíření Evropské unie znamenalo oslabení jejích ostatních pracovních jazyků (francouzštiny a němčiny). Rozvoj programu Erasmus vytvořil novou třídu mladých mobilních Evropanů, kteří používají ke komunikaci napříč Evropou angličtinu jako lingua franca.
Mezi filology nepanuje shoda na tom, zda Euro English v budoucnu vytvoří specifickou varietu angličtiny. 

## Příklady
| Standard English                                         | Euro English                                             |
| -------------------------------------------------------- | -------------------------------------------------------- |
| Last October I had the opportunity to attend a workshop. | Last October I had the possibility to attend a workshop. |
| That Mercedes is my dentist's car.                       | That Mercedes is the car of my dentist.                  |
| current                                                  | actual                                                   |
| to provide (for)                                         | to foresee                                               |
| We are offering a challenging position in our unit.      | We propose a challenging position in our unit.           |
| Please enter your PIN code below.                        | Please introduce your PIN code below.                    |